# アルマゲドン2007
『アルマゲドン2007』（原題：Earthstorm）は、アメリカ合衆国のテレビ映画である。

## キャスト
| 役名       | 俳優                           | 日本語吹替 |
| ---------- | ------------------------------ | ---------- |
| ジョン     | スティーヴン・ボールドウィン   | 楠大典     |
| ラナ       | エイミー・プライス＝フランシス | 魏涼子     |
| ブリナ     | アンナ・シルク                 | 森谷恵利   |
| ガース     | ジョン・ラルストン             | 上別府仁資 |
| ヴィクター | ダーク・ベネディクト           | 檀臣幸     |

- その他の日本語吹替：澤田将考、内田泰喜、星野貴紀、近藤広務、三浦潤也、高梁碧、樋浦茜子、芦澤孝臣、御園行洋、高橋研二

## スタッフ
- 監督：テリー・カニンガム
- 製作総指揮：リサ・ハンセン
- 脚本：マイケル・コニーベス
- 撮影：ジョン・ターバー
- 音楽：ショーン・マーレイ
- 編集：ロバート・ニュートン